# Plagiolepis
Plagiolepis é um género de insecto da família Formicidae.
Este género contém as seguintes espécies:
- Plagiolepis abyssinica
- Plagiolepis adynata
- Plagiolepis alluaudi
- Plagiolepis ampeloni
- Plagiolepis ancyrensis
- Plagiolepis arnoldii
- Plagiolepis balestrierii
- Plagiolepis bicolor
- Plagiolepis brunni
- Plagiolepis capensis
- Plagiolepis chirindensis
- Plagiolepis clarki
- Plagiolepis decora
- Plagiolepis demangei
- Plagiolepis deweti
- Plagiolepis dichroa
- Plagiolepis exigua
- Plagiolepis flavescens
- Plagiolepis funicularis
- Plagiolepis fuscula
- Plagiolepis grassei
- Plagiolepis hoggarensis
- Plagiolepis intermedia
- Plagiolepis jerdonii
- Plagiolepis jouberti
- Plagiolepis karawajewi
- Plagiolepis klinsmanni
- Plagiolepis kuenowi
- Plagiolepis labilis
- Plagiolepis livingstonei
- Plagiolepis longipes
- Plagiolepis lucidula
- Plagiolepis madecassa
- Plagiolepis manczshurica
- Plagiolepis mediorufa
- Plagiolepis moelleri
- Plagiolepis montivaga
- Plagiolepis nitida
- Plagiolepis nynganensis
- Plagiolepis obscuriscapa
- Plagiolepis plagiolepis
- Plagiolepis pallescens
- Plagiolepis pictipes
- Plagiolepis pissina
- Plagiolepis pontii
- Plagiolepis puncta
- Plagiolepis pygmae
- Plagiolepis pygmaea
- Plagiolepis regis
- Plagiolepis rogeri
- Plagiolepis satunini
- Plagiolepis schmitzi
- Plagiolepis schmitzii
- Plagiolepis simoni
- Plagiolepis singularis
- Plagiolepis solitaria
- Plagiolepis squamifera
- Plagiolepis squamulosa
- Plagiolepis succini
- Plagiolepis sudanica
- Plagiolepis taurica
- Plagiolepis tauricus
- Plagiolepis vanderkelleni
- Plagiolepis vindobonensis
- Plagiolepis xene